# 宮崎学園中学校・高等学校
宮崎学園中学校・高等学校（みやざきがくえんちゅうがっこう・こうとうがっこう）は、宮崎県宮崎市昭和町にある学校法人宮崎学園の経営する私立中学校・高等学校。男女共学。地元では宮学（みやがく）などと略される。

## 沿革
- 1939年
  - 1月12日 - 宮崎市大工町に、宮崎女子商業学院、同高等裁縫女学校として創立。
  - 10月12日 - 校歌制定。この日を創立記念日とする。
  - 12月20日 - 宮崎女子実践商業学校に改称。
- 1940年3月18日 - 宮崎市宮田町に移転。
- 1945年3月28日 - 宮崎実践女子商業学校を設立。
- 1947年12月10日 - 現在地に移転。
- 1948年 - 宮崎女子中学校を設置。（1967年廃止）
- 1949年5月14日 - 宮崎高等実業学校に改称。
- 1951年3月13日 - 宮崎女子高等商業学校に改称。学校法人宮崎学園に組織変更。
- 1952年2月29日 - 宮崎女子商業高等学校を設置。
- 1954年 - 普通科を設置。
- 1955年1月10日 - 宮崎女子高等学校に改称。
- 1968年 - 音楽科を設置。
- 1973年 - 情報処理科を設置。
- 1984年9月10日 - 大坪記念ホールが完成。
- 1990年 - 商業科を国際情報科に改称。
- 1993年 - 文英科を設置。
- 1996年 - 国際情報科の募集を停止。
- 2001年
  - 6月22日 - 共学化を公表。
  - 7月23日 - 現在の校舎の建設を開始。
- 2002年 - 文英科の募集を停止。特進科を設置。
- 2003年
  - 1月1日 - 現在の校歌、校旗を制定。
  - 4月1日 - 共学化。宮崎学園高等学校に改称。
  - 12月24日 - 現在の校舎が完成。
- 2004年4月 - 野球場が完成。
- 2007年 - 情報処理科の募集を停止。経営情報科を設置。
- 2009年 - 宮崎学園中学校を設置。
- 2010年 - 経営情報科が校舎移転。（元オービック専門学校）

## 学科

### 中学校
- 10年目（高校1年次）から高等学校特進科所属となる

### 高等学校
- 特進科 - 2年次から以下のコースに分かれる
  - 文系コース
  - 理系コース
- 普通科 - 2年次から以下のコースに分かれる
  - 芸術コース(音楽・書道・美術)
  - 文理進学コース
  - 総合進学コース
  - 幼児保育進学コース
  - グローバルコース
  - スポーツ科学コース
- 音楽科(2017年に廃止)
  - 入学時に5つの専攻から1つを選択する
    - ピアノ専攻
    - 声楽専攻
    - 電子オルガン専攻
    - 弦楽器専攻
    - 管楽器専攻

  - 2年次から以下のコースに分かれる
    - 総合音楽コース
    - 特別進学コース
- 経営情報科 - 2年次から以下のコースに分かれる
  - 情報会計コース
  - 経営ビジネスコース

## 教育方針
「礼節と勤労」にふさわしい校風の確立を図る。全学科週に一時間、礼の仕方、和室での作法、お礼状の書き方、冠婚葬祭の作法などの「礼法」の授業を行っている。

### 校訓
- 強く
- 明るく
- 優しく

### 建学の精神
- 礼節
- 勤労

### 校旗
校訓の「強く、明るく、優しく」はそれぞれ梅・桜・撫子の花によって表されており、校旗のデザインは3つの花によってかたどられている。
その精神は次の通り。
- 激しい北風にじっと耐えながらも、ふくいくと薫る梅の花のように気高く強くあれ。
- 穏やかな春の陽を受けて、輝く桜の花のように明るくはつらつとし健康であれ。
- あなたがそこにいるだけで、周囲の人を和ませる撫子の花のように思いやりと優しさをもった人であれ。

### 校章
つぼみから花が咲く過程を宮崎学園の頭文字「M」の形状に合わせて表現している。同時に、人・社会の結び付きをイメージし、建学の精神の中にある思いやりの心をデザインした。

### 校歌
- 作詞：後藤多津子
- 作曲：池辺晋一郎

## 部活動

### 中学校
- 運動部
剣道、陸上、弓道、硬式テニス、バドミントン 、ダンス（同好会）、バスケットボール
- 文化部
合唱、華道、美術、書道、茶道、箏曲、数理ロボコン、百人一首

### 高等学校
- 運動部

野球、剣道、陸上、女子サッカー、硬式テニス、ソフトテニス、ハンドボール、バドミントン、バレーボール、バスケットボール、ダンス（同好会）、水泳（同好会）、弓道
- 文化部

吹奏楽、合唱、放送、新聞、写真、美術、書道、茶道、華道、OA、百人一首、箏曲(琴)、器楽（同好会）、文芸（同好会）、インターアクト

### 顕著な活躍
- 野球部（高校）は2023年夏（第105回宮崎大会）決勝で、聖心ウルスラ学園高校を1-0（延長10回タイブレーク・サヨナラ）で破り、春夏通じて初の全国大会出場を果たした[1]。
- 合唱部（高校）は、宮崎女子高等学校の時代からNHK全国学校音楽コンクール、全日本合唱コンクールの両大会で全国大会の常連として何度も出場している強豪。特にNHK全国学校音楽コンクールにおいては2001年より18年連続で全国コンクール出場（2019年現在も記録更新中）。共学化時もしばらくは女声合唱の伝統を堅持していたが、2005年以降は従来の女声合唱に加え混声合唱も披露している。このときの男子部員勧誘から混声合唱団結成、そして全国大会で金賞を受賞するまでの過程は、TBS系『学校へ行こう!MAX』で放送された。
  - 2001年（平成13年）
    - 第68回NHK全国学校音楽コンクール九州ブロックコンクール銀賞
    - 第54回全日本合唱コンクール全国大会B部門銀賞

  - 2002年（平成14年）
    - 第69回NHK全国学校音楽コンクール全国コンクール銀賞
    - 第55回全日本合唱コンクール全国大会B部門金賞

  - 2003年（平成15年）
    - 第70回NHK全国学校音楽コンクール全国コンクール金賞
    - 第56回全日本合唱コンクール全国大会B部門金賞、福岡県教育委員会賞

  - 2004年（平成16年）
    - 第71回NHK全国学校音楽コンクール全国コンクール銅賞
    - 第57回全日本合唱コンクール全国大会B部門銀賞

  - 2005年（平成17年）
    - 第72回NHK全国学校音楽コンクール全国コンクール優良賞
    - 第58回全日本合唱コンクール全国大会A部門金賞、広島県教育委員会賞・B部門金賞

  - 2006年（平成18年）
    - 第73回NHK全国学校音楽コンクール全国コンクール銅賞
    - 第59回全日本合唱コンクール全国大会A部門銀賞・B部門銀賞

  - 2007年（平成19年）
    - 第74回NHK全国学校音楽コンクール全国コンクール銀賞
    - 第60回全日本合唱コンクール全国大会A部門金賞、岩手県知事賞

  - 2008年（平成20年）
    - 第75回NHK全国学校音楽コンクール全国コンクール金賞
    - 第61回全日本合唱コンクール全国大会A部門金賞、文部科学大臣賞

  - 2009年（平成21年）
    - 第76回NHK全国学校音楽コンクール全国コンクール優良賞
    - 第62回全日本合唱コンクール全国大会B部門銅賞

  - 2010年（平成22年）
    - 第77回NHK全国学校音楽コンクール全国コンクール銅賞
    - 第63回全日本合唱コンクール全国大会A部門銀賞・B部門銀賞

  - 2011年（平成23年）
    - 第78回NHK全国学校音楽コンクール全国コンクール金賞

  - 2012年（平成24年）
    - 第79回NHK全国学校音楽コンクール全国コンクール銅賞
    - 第65回全日本合唱コンクール全国大会A部門金賞・B部門銅賞

また、合唱部だけでなく、ハンドボール部などの競技でも多数活躍がみられる。

## 著名な出身者
- 舞咲りん - 元宝塚歌劇団雪組娘役、現在は保育士
- 永吉愛 - シンガーソングライター
- 寺田志保 - 作曲家、編曲家、キーボーディスト
- 杉田智紀 - 合唱歌手、合唱団WAKAGE NO ITARI代表 同合唱団を率いて日本一となった
- 小坂恭子 - シンガーソングライター
- 坂佳代子 - 元体操選手
- 原希美 - ハンドボール選手
- 横山楓 - プロ野球選手
- 三森大輔 - お笑い芸人（スタンダップコーギー）
- 新城暖基 - サッカー選手
- 大城光恵 - シンガーソングライター

## アクセス
- 鉄道 - JR日豊本線宮崎駅東口から徒歩10分。
- バス - 宮崎交通「宮崎学園前」下車。